# Wii
La Wii (/wiː/ WEE) fue una videoconsola desarrollada y comercializada por Nintendo. Se lanzó el 19 de noviembre de 2006 en Norteamérica y en diciembre de 2006 en la mayoría de las demás regiones del mundo. Fue la quinta consola de sobremesa principal de Nintendo, sucesora de GameCube, y pertenecía a la séptima generación de consolas, junto con la Xbox 360 de Microsoft y la PlayStation 3 de Sony.
El presidente de Nintendo, Satoru Iwata, dirigió el desarrollo de la Wii con una estrategia centrada en atraer a un público más amplio mediante una jugabilidad innovadora, en lugar de competir con Microsoft y Sony en potencia computacional. Shigeru Miyamoto y Genyo Takeda lideraron el proyecto, cuyo nombre en clave inicial fue Revolution. El resultado fue una consola que priorizaba nuevas formas de interacción, en particular a través de su mando inalámbrico, el Wii Remote, que contaba con controles de seguimiento de movimiento, reconocía gestos y funcionaba como un dispositivo apuntador. La Wii fue la primera consola de Nintendo con conectividad nativa a internet, lo que permitió el juego en línea y la distribución digital a través del Canal Tienda Wii. También ofrecía conectividad inalámbrica con la consola portátil Nintendo DS para juegos selectos. Los primeros modelos eran totalmente retrocompatibles con juegos y accesorios de GameCube. Más adelante, Nintendo lanzó dos versiones más asequibles: la RVL-101, sin compatibilidad con GameCube, y la Wii Mini, que eliminó aún más funciones como la conectividad en línea y el almacenamiento en tarjetas SD.
Debido a la menor atención de Nintendo a la potencia computacional, tanto la consola como sus juegos resultaron más económicos de producir que sus competidores. La Wii fue extremadamente popular en su lanzamiento, lo que provocó una escasez de la consola en algunos mercados. Wii Sports, un juego incluido, se convirtió en el vendeconsolas de la plataforma, mientras que las nuevas entregas de las series Super Mario, The Legend of Zelda, Pokémon y Metroid impulsaron su popularidad. En un año, la Wii se convirtió en la consola más vendida de la séptima generación, así como en un fenómeno social en muchos países. Las ventas totales de la Wii superaron los 101 millones de unidades, convirtiéndola en la consola de sobremesa más vendida de Nintendo hasta que fue superada por la Nintendo Switch en 2021. A partir de 2022, se mantiene como la quinta consola de sobremesa más vendida de todos los tiempos.
La popularidad de los juegos controlados por movimiento de la Wii llevó a Microsoft y Sony a desarrollar sus propios productos competidores: Kinect y PlayStation Move, respectivamente. La Wii logró con éxito el objetivo de Nintendo de atraer a un público más amplio a las consolas de videojuegos, pero también alejó a los jugadores más fieles. En un intento por recuperar este grupo demográfico clave, Nintendo lanzó su siguiente consola de sobremesa, la Wii U, en 2012, que resultó ser un fracaso. La Wii original se discontinuó en octubre de 2013, aunque la producción de la Wii Mini continuó durante algunos años y algunos servicios en línea persistieron hasta 2019.

## Historia

### 2001-2003: desarrollo

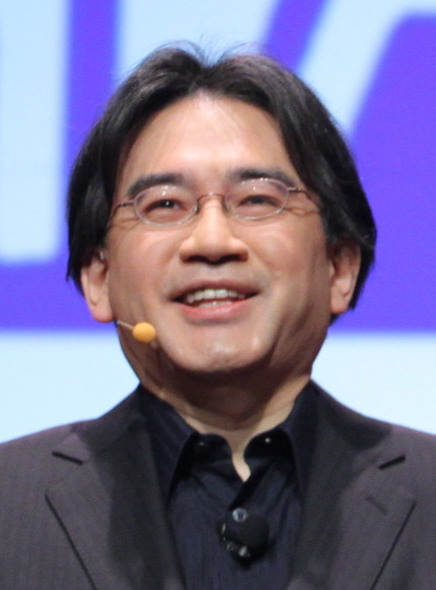
El presidente de Nintendo, Satoru Iwata, ordenó a la compañía diseñar la Wii para atraer a una gama más amplia de jugadores

Poco después del lanzamiento de GameCube, Nintendo comenzó el desarrollo conceptual de su próxima consola. Según el diseñador de juegos Shigeru Miyamoto, la compañía decidió desde el principio no competir en potencia de hardware, priorizando en su lugar nuevas experiencias de juego. El proyecto se denominó inicialmente «GameCube Next» —GCNext o GCN—. Nintendo imaginó originalmente un precio de la consola de alrededor de 100 dólares estadounidenses —equivalente a 178 dólares en 2024—.
Miyamoto citó los mandos de entrada poco convencionales de Dance Dance Revolution como inspiración para desarrollar nuevos tipos de mandos. El 24 de septiembre de 2001, Nintendo comenzó a colaborar con Gyration Inc., empresa titular de varias patentes en tecnología de detección de movimiento, para crear prototipos de dispositivos de entrada basados en el movimiento utilizando las patentes de Gyration.
Tras suceder a Hiroshi Yamauchi como presidente de Nintendo en mayo de 2002, Satoru Iwata reconoció que la compañía se había quedado atrás de las tendencias de la industria, especialmente en los juegos en línea. También quería que Nintendo desarrollara hardware y videojuegos atractivos para todos los grupos demográficos. Un estudio de mercado interno reveló que el enfoque previo de Nintendo en hardware no convencional había dificultado el soporte de sus plataformas para desarrolladores externos, lo que debilitó su posición competitiva. Una de las primeras iniciativas importantes de Iwata en respuesta fue el desarrollo de la Nintendo DS, una consola portátil de doble pantalla táctil, para revitalizar su línea de consolas portátiles.
En 2003, Iwata se reunió con Miyamoto y Genyo Takeda para discutir la estrategia de mercado de la compañía. Le indicó a Takeda que se desviara de la hoja de ruta tecnológica al diseñar la nueva consola, enfatizando que debía ser accesible, especialmente para públicos no tradicionales, incluidas las madres. También buscaba la retrocompatibilidad con juegos anteriores de Nintendo para reducir el desorden en casa. Takeda lideró el desarrollo del hardware, mientras que Miyamoto se centró en el diseño de un nuevo mando, aprovechando la tecnología de detección de movimiento de Gyration. Iwata propuso usar controles de movimiento para simplificar la interfaz de juego y aumentar su atractivo. Se completó un prototipo inicial en seis meses.
Se decía que la Nintendo DS había influido en el diseño de la nueva consola. Nintendo observó que la novedosa interfaz de doble pantalla de la DS había atraído a jugadores no tradicionales y se propuso replicar ese éxito en su plataforma de consola doméstica. El diseñador Ken'ichiro Ashida recordó: «Teníamos la DS en mente mientras trabajábamos en la Wii. Pensamos en copiar la interfaz táctil de la DS e incluso creamos un prototipo». La idea finalmente se abandonó para evitar la redundancia entre ambas consolas. Miyamoto comentó más tarde: «Si la DS hubiera fracasado, podríamos haber vuelto a la mesa de diseño con la Wii».

### 2004-2005: anuncios
En el E3 de 2004, Iwata presentó por primera vez algunos detalles del proyecto bajo su nuevo nombre en clave, «Revolution», lo que reflejaba su convicción de que la consola revolucionaría la industria de los videojuegos. El editor de tecnología de BBC News, Alfred Hermida, escribió que la lucha de Nintendo por igualar a Sony y Microsoft en el mercado de las consolas domésticas hizo que el éxito fuera crucial.
La consola, que aún se llamaba «Revolution», se presentó oficialmente al público en el E3 de mayo de 2005. En ese momento, el control de movimiento de la consola aún no estaba finalizado y se omitió en la presentación. Iwata sostuvo la consola con una mano para destacar su tamaño en comparación con sus rivales. El formato reducido implicaba un menor consumo de energía y una menor emisión de calor, y también estaba diseñado para atraer a los padres, quienes se creía que estarían más dispuestos a tener el dispositivo en la sala de estar si era pequeño y atractivo. La estética minimalista de la consola invitaba a comparaciones con el iPod original de Apple. Según se informa, Iwata usó una pila de tres cajas de DVD como referencia para el tamaño final. El prototipo mostrado era negro, aunque la versión minorista final, lanzada al año siguiente, solo estaba disponible en blanco.
En septiembre de 2005, Iwata presentó un prototipo del mando en el Tokyo Game Show. Para entonces, el hardware se parecía mucho al mando de Wii y al Nunchuk finales. Durante la presentación, Iwata demostró las capacidades de detección de movimiento del mando y acompañó un vídeo con comentarios de desarrolladores como Hideo Kojima y Yuji Horii, quienes habían probado el mando y creían que atraería a la gente.

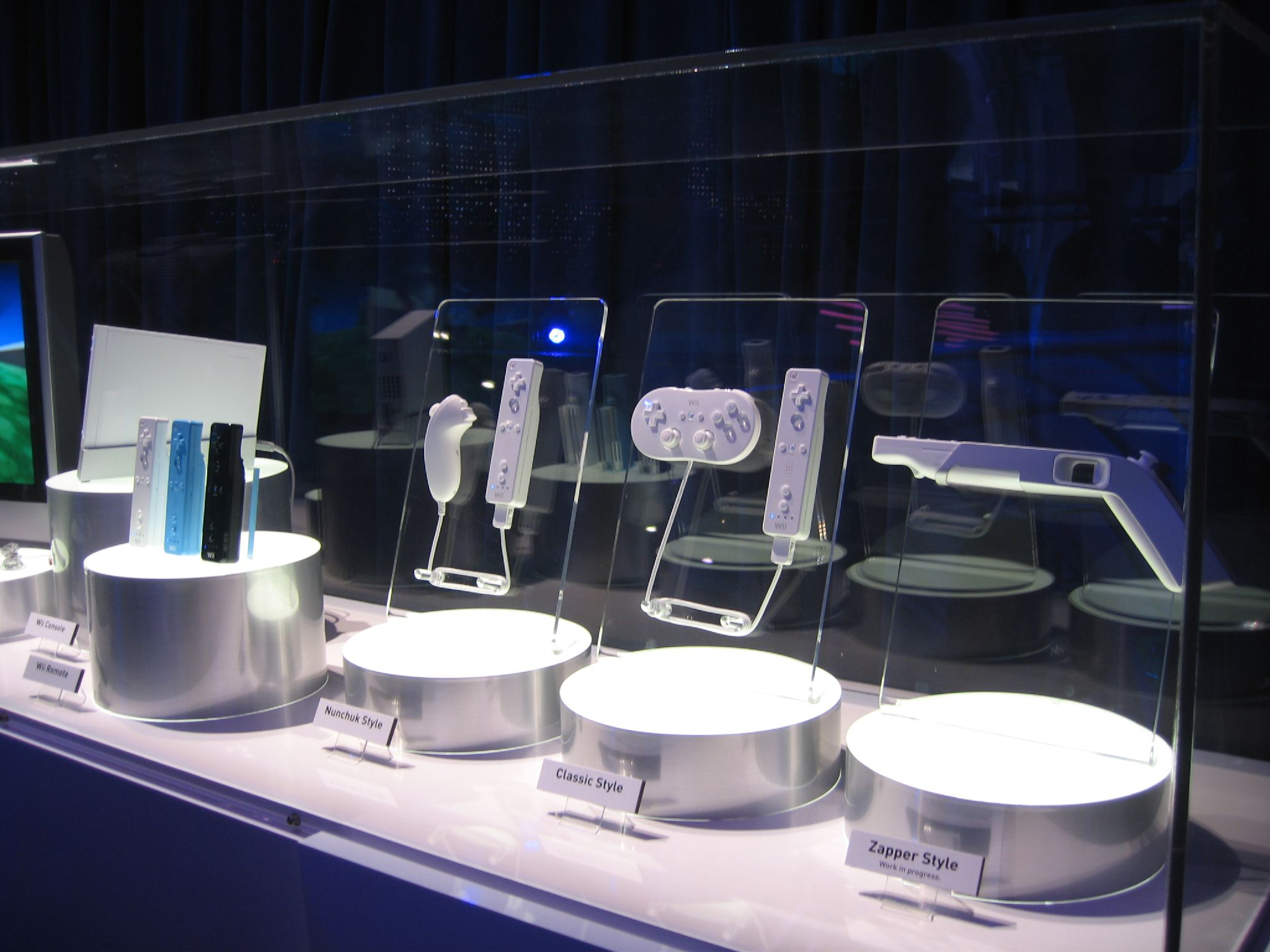
La Wii y varios de sus periféricos en exhibición en el E3 2006

El nombre oficial de la consola, «Wii», se anunció en abril, un mes antes del E3 de 2006. La ortografía estilizada —con dos «i» minúsculas— se diseñó para representar tanto a dos personas juntas como a la combinación del mando de Wii y el Nunchuk. En su anuncio, Nintendo explicó: «Wii suena como “nosotros”, lo que enfatiza que la consola es para todos. Wii puede ser fácilmente recordada por personas de todo el mundo, sin importar el idioma que hablen. Sin confusión».
El nombre provocó burlas y críticas generalizadas. Forbes informó que los fanáticos de Nintendo temían que el nombre perpetuara la percepción de que Nintendo fabricaba consolas principalmente para niños. BBC News informó al día siguiente del anunció que había aparecido en internet una larga lista de chistes infantiles basados en el nombre. Algunos desarrolladores de videojuegos y periodistas expresaron su preferencia por el nombre en clave «Revolution». El presidente de Nintendo of America, Reggie Fils-Aimé, defendió el nombre, afirmando que la compañía lo eligió en lugar de «Revolution» porque buscaban algo corto, distintivo y fácil de pronunciar en todas las culturas.
La Wii se presentó para demostraciones de prensa en el E3 de 2006, donde Nintendo también reveló varios títulos de lanzamiento previstos. En el mismo evento, la compañía reafirmó su intención de lanzar la consola a finales de 2006.

### 2006-2010: lanzamiento

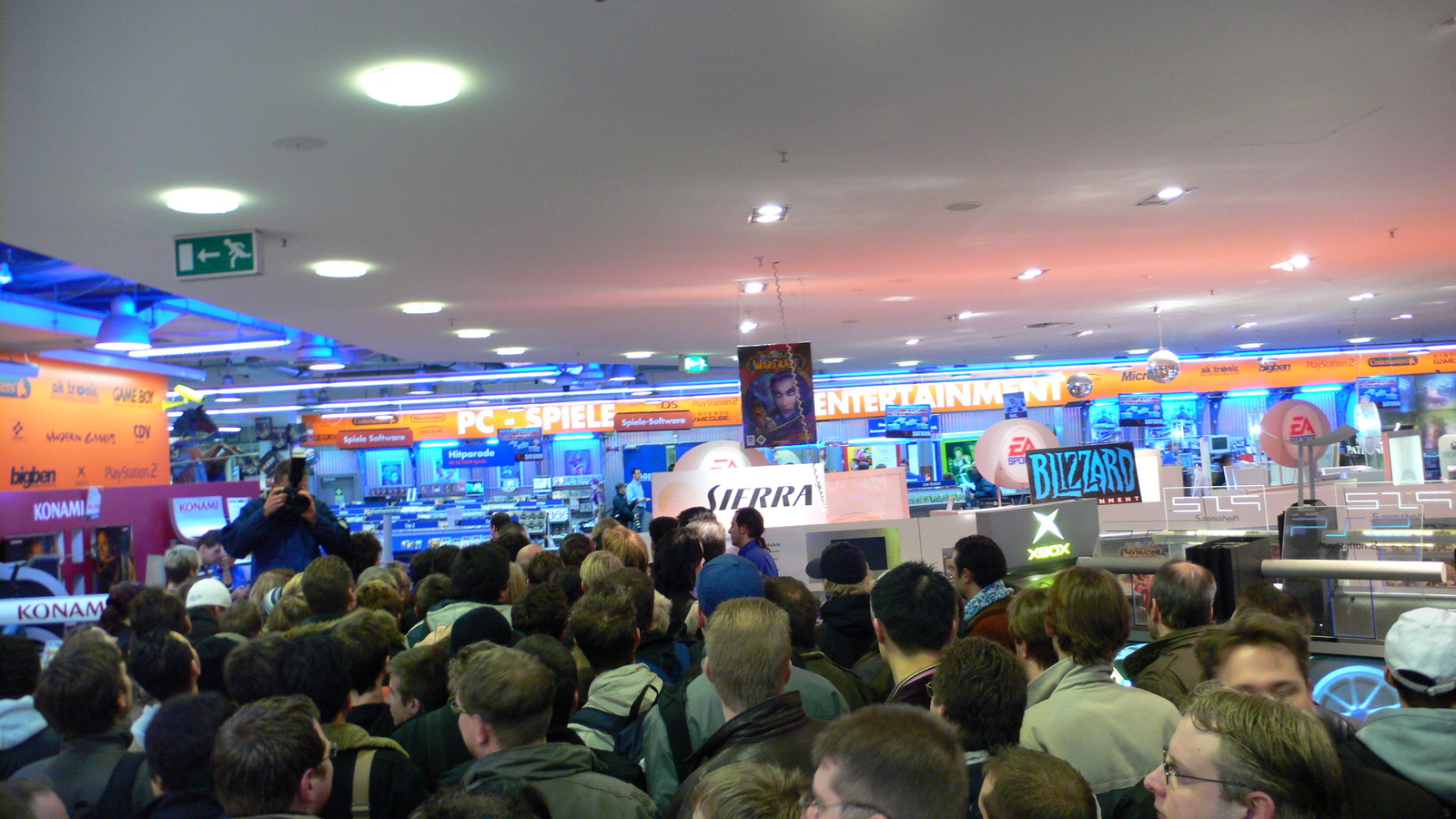
Multitudes se reúnen en Hamburgo para comprar una Wii el día del lanzamiento

Nintendo anunció los planes de lanzamiento y el precio de la Wii en septiembre de 2006. La consola se lanzó por primera vez en Estados Unidos el 19 de noviembre de 2006, con un precio de 249,99 dólares estadounidenses —equivalente a 389,92 dólares en 2024—. Otras fechas de lanzamiento y precios regionales incluyeron Japón el 2 de diciembre, con un precio de 25 000 yenes —equivalente a 26 092 yenes en 2019—, seguido de Australasia el 7 de diciembre a 399,95 dólares australianos —equivalente a 592,54 dólares en 2022—, y más tarde, el Reino Unido el 8 de diciembre por 179,99 libras esterlinas —equivalente a 328,94 libras esterlinas en 2023—, con la mayor parte de Europa recibiéndola a 249,99 euros. Nintendo se proponía tener disponibles unos treinta juegos de Wii para finales de 2006 y preveía vender más de 4 millones de consolas para finales de año.
Como parte de su campaña de lanzamiento, Nintendo promocionó la Wii en Norteamérica mediante una serie de anuncios televisivos dirigidos por el ganador del Óscar Stephen Gaghan. La campaña de anuncios en internet incluía lemas como «Wii would like to play» y «Experience a new way to play». Lanzada en noviembre de 2006, la campaña contó con un presupuesto anual superior a los 200 millones de dólares.
Estos anuncios se dirigían a un público más amplio en comparación con otras consolas, invitando a padres y abuelos a probar la Wii. El objetivo de Nintendo era llegar a un público más amplio que sus competidores en la séptima generación. En diciembre de 2006, Iwata declaró que Nintendo no se consideraba una «lucha contra Sony», sino que se centraba en cómo ampliar el mercado demográfico de los videojuegos. Esta estrategia resultó exitosa, ya que la Wii se convirtió en un fenómeno social global a lo largo de 2007.
El lanzamiento de la Wii en otras regiones tardó varios años. Llegó a Sudáfrica el 30 de septiembre de 2007, a Corea del Sur el 26 de abril de 2008, a Taiwán el 12 de julio de 2008, a India el 30 de septiembre de 2008, y a Hong Kong el 12 de diciembre de 2009. Nintendo había planeado colaborar con su socio de localización, iQue, para lanzar la Wii en China en 2008, pero no pudo cumplir con los requisitos para eludir la prohibición impuesta por el gobierno chino a las consolas de fabricación extranjera.

### Ventas
| Japón | 12 698 161 al 10 de febrero de 2013   | 2 de diciembre de 2006  |
| América | 40 765 095 al 10 de febrero de 2013   | 19 de noviembre de 2006 |
| Europa | 32 646 009 al 10 de febrero de 2013   | 8 de diciembre de 2006  |
| Reino Unido | 8 706 545 al 10 de febrero de 2013    | 8 de diciembre de 2006  |
| Alemania | 4 893 625 al 10 de febrero de 2013    | 8 de diciembre de 2006  |
| Francia | 6 143 564 al 10 de febrero de 2013    | 8 de diciembre de 2006  |
| Total | 105 852 999 al 10 de febrero de 2013  |                         |
| Región | Posicionamiento del equipo            | Fecha                   |
| Japón | 1º Wii, 2º PlayStation 3, 3º Xbox 360 | 10 de febrero de 2013   |
| América | 1º Wii, 2º Xbox 360, 3º PlayStation 3 | 10 de febrero de 2013   |
| Europa | 1º Wii, 2º PlayStation 3, 3º Xbox 360 | 10 de febrero de 2013   |
| Reino Unido | 1º Wii, 2º Xbox 360, 3º PlayStation 3 | 10 de febrero de 2013   |
| Alemania | 1º Wii, 2º PlayStation 3, 3º Xbox 360 | 10 de febrero de 2013   |
| Francia | 1º Wii, 2º PlayStation 3, 3º Xbox 360 | 10 de febrero de 2013   |
| Las cifras de este recuadro no son oficiales, son una aproximación de lo que ha vendido el equipo. Estas cifras son del sitio web de estadística en videojuegos VG Chartz. |                                       |                         |

| Fecha      | Japón | América | Otros | Mundial |
| ---------- | ----- | ------- | ----- | ------- |
| 31-12-2006 | 1.14  | 1.25    | 0.80  | 3.19    |
| 31-03-2007 | 2.00  | 2.37    | 1.47  | 5.84    |
| 30-06-2007 | 2.95  | 3.81    | 2.51  | 9.27    |
| 30-09-2007 | 3.67  | 5.46    | 4.04  | 13.17   |
| 31-12-2007 | 4.99  | 8.85    | 6.30  | 20.13   |
| 31-03-2008 | 5.90  | 10.61   | 7.94  | 24.45   |
| 30-06-2008 | 6.43  | 13.11   | 10.08 | 29.62   |
| 30-09-2008 | 6.91  | 15.19   | 12.45 | 34.55   |
| 31-12-2008 | 7.80  | 20.40   | 16.76 | 44.96   |
| 31-03-2009 | 7.96  | 23.54   | 18.89 | 50.39   |
| 30-06-2009 | 8.17  | 24.42   | 20.03 | 52.62   |
| 30-09-2009 | 8.68  | 25.99   | 21.48 | 56.14   |
| 31-12-2009 | 9.72  | 32.02   | 25.71 | 67.45   |
| 31-03-2010 | 10.34 | 33.40   | 27.19 | 70.93   |
| 30-06-2010 | 10.52 | 35.20   | 28.24 | 73.97   |
| 30-09-2010 | 10.79 | 35.91   | 29.20 | 75.90   |
| 31-12-2010 | 11.45 | 40.53   | 32.67 | 84.64   |
| 31-03-2011 | 11.59 | 41.18   | 33.24 | 86.01   |
| 30-06-2011 | 11.71 | 41.71   | 34.16 | 87.57   |
| 30-09-2011 | 11.91 | 42.44   | 35.01 | 89.36   |
| 31-12-2011 | 12.43 | 45.25   | 37.28 | 94.97   |
| 31-03-2012 | 12.45 | 45.70   | 37.69 | 95.85   |
| 30-06-2012 | 12.52 | 45.91   | 38.13 | 96.56   |
| 31-12-2012 | 12.69 | 47.55   | 39.14 | 99.38   |

Desde su lanzamiento, las ventas por mes de la consola han sido más altas que las de sus competidores en todo el mundo. Según la empresa NPD, especializada en la investigación y datos del mercado, Wii vendió más unidades en América que Xbox 360 y PlayStation 3 juntos en el primer semestre de 2007. Esta ventaja es aún mayor en el mercado japonés, donde la consola permanece desde su lanzamiento como la líder en ventas totales, habiendo superado a ambas consolas por factores de 2:1 a 6:1 en casi todas las semanas desde su lanzamiento hasta el mes de noviembre de 2007. En Australia, rompió el récord establecido por Xbox 360 al convertirse en la consola más vendida en su día de debut en toda la historia del país.
El 12 de septiembre de 2007, Financial Times reportó que la consola de Nintendo había superado a Xbox 360, lanzada un año antes, y se había convertido en el líder del mercado en ventas de consolas caseras para la generación actual, sobre la base de las cifras de ventas de Enterbrain, el grupo NPD y GfK. Esta fue la primera ocasión que una consola de Nintendo encabezaba su generación en cuestión de ventas desde la Super Nintendo.
El 11 de julio de 2007 Nintendo advirtió que su sistema seguiría distribuyéndose en cantidades menores a lo largo de ese año; como dato adicional cabe señalarse que la empresa producía en ese entonces aproximadamente 1.8 millones de  consolas Wii cada mes. Algunas tiendas británicas aún presentaban una escasez de consolas hasta marzo de 2007, mientras que la demanda seguía siendo superior en los Estados Unidos hasta junio de ese año, y la consola «se agotaba casi tan rápidamente como llegaba a los mostradores» en Canadá en abril de 2008. En octubre de 2008 Nintendo anunció que, entre ese mes y diciembre de ese período, la cantidad de consolas Wii se incrementaría en el mercado estadounidense de manera considerable respecto a 2007, dando a conocer que producirían 2.4 millones de sistemas Wii al mes a nivel mundial en 2008, en comparación a las 1.6 millones de unidades mensuales distribuidas el año pasado.
En 2007, se convirtió en la segunda consola de juegos con mayores ventas (después de Nintendo DS) en los Estados Unidos y en Japón con un total de 6.29 millones y 3.62 millones de unidades vendidas respectivamente, de acuerdo a los informes de NPD y Enterbrain. Según Enterbrain, ese mismo año superó en una proporción 3:1 las ventas de PlayStation 3 en territorio japonés, mientras que se comercializaron 257 841 unidades Xbox 360 en esa región en 2007. En Europa, Wii vendió 700 000 consolas en 2006 y 4.8 millones adicionales al año siguientes, si se toman en consideración las estimaciones de Electronic Arts. En 2008, pasó a ser la consola casera más vendida en Japón con 2 908 342 unidades vendidas de acuerdo a Enterbrain. Previo al lanzamiento de las estadísticas de la industria por parte de NPD Group para enero de 2008, Wii seguía por delante de Xbox 360 y PS3 en los Estados Unidos respecto a más meses como la consola más vendida desde su estreno, de acuerdo a información de la compañía. En los Estados Unidos Wii había vendido 10.9 millones de sistemas hasta el 1 de julio de 2008, convirtiéndose en la más exitosa de su tipo en su generación de videoconsolas según NPD, sobrepasando las ventas de Xbox 360 lanzada un año antes que Wii. Hasta el 1 de noviembre de 2008, había conseguido vender 13.4 millones de unidades en territorio estadounidense, casi dos millones más que Xbox 360 y aproximadamente el doble que la cifra lograda por PS3, según un análisis de NPD.
En Japón, superó la cantidad total de unidades vendidas de Nintendo GameCube en enero de 2008; Wii había vendido 7 526 821 unidades hasta el 28 de diciembre de ese año, según Enterbrain. De acuerdo a NPD, superó a Xbox 360 para convertirse en la consola casera más vendida de la «séptima generación» en Canadá con 813 000 unidades comercializadas hasta el 1 de abril de 2008, además de ostentar la categoría de consola casera con mayores ventas en ese período. En el primer semestre de 2008, se vendieron 318 000 unidades Wii en Canadá, venciendo a su más cercana competencia en ese país, PlayStation 3, en una proporción de casi 2:1. Acorde a un análisis hecho por NPD, Wii había vendido un total de 1.06 millones de unidades en Canadá para el 1 de agosto de 2008, con lo que figuró como la primera consola casera en superar la marca del millón de unidades en esa región. En los primeros siete meses de 2008, superó por sí sola incluso a las ventas de PS3 y Xbox 360 juntas con 376 000 unidades vendidas en Canadá. A su vez en Reino Unido Wii encabezó las ventas de su generación con 4.9 millones de sistemas vendidos hasta el 3 de enero de 2009, según informes de GfK. El 25 de marzo de 2009, en la Game Developers Conference, Satoru Iwata mencionó que las ventas a nivel mundial de Wii habían alcanzado las 50 millones unidades.
Mientras Microsoft y Sony experimentaban pérdidas al producir sus respectivas consolas, con la esperanza de obtener ganancias a largo plazo con las ventas de los videojuegos, Nintendo reportó que había optimizado los costos de producción con el propósito de obtener un margen significativo de ganancias con cada unidad Wii comercializada. El 17 de septiembre de 2007, Financial Times detalló que dicho beneficio por cada Wii vendido variaba de 13 USD en Japón a 49 USD en los Estados Unidos, teniendo el mayor margen en Europa con 79 USD ganados por cada sistema comercializado. El 2 de diciembre de 2008, Forbes reportó que Nintendo obtenía una ganancia operativa de 6 USD por cada Wii vendido.

#### Disminución del precio
En abril de 2008, Nintendo publicó sus resultados fiscales del pasado año 2007. Según la compañía se registraron unas ventas de 659 millones de EUR en el terreno del hardware. La empresa también confirmó que había logrado vender hasta ese período 24.45 millones de consolas Wii desde el debut de la consola. A comienzos de 2009, el sitio de estadística en videojuegos VG Chartz anunció que se habían comercializado 45 millones de consolas y 40 millones de copias del título Wii Sports (debe recordarse que dicho título acompañaba a la consola en su debut). Ese año, se reportó un incremento en las ganancias operativas así como un aumento en la cifra de ventas comparado al año anterior. Kenji Hall de BusinessWeek catalogó a la empresa como «un punto brillante en un sector tecnológico deprimente de Japón», citando al mismo tiempo las calidades únicas de Wii y DSi. No obstante, las previsiones financieras de Nintendo hasta marzo de 2010 hicieron que inversionistas y analistas se preguntaran si la compañía podría evitar que acabara esa racha de éxito. En el mercado japonés, que tiende a servir como indicador importante para los mercados globales en dicha industria, se registró poco después un decremento en las ventas de Wii en un 47 % en el año fiscal 2008-09 en comparación al año fiscal anterior. Al mismo tiempo que analistas predecían que las ventas disminuirían en 2009 aún más, Hall consideró que «las grandes ventajas de Nintendo están desapareciendo» ante las reducciones de los precios de Xbox 360 y los rumores de Sony acerca de un nuevo controlador sensorial con tecnología similar al Wii Remote (que pasaría a ser PlayStation Move).
El 23 de septiembre de 2009, Nintendo anunció su primer recorte de precio de la consola. En Japón, el precio disminuyó de 25 000 a 20 000 JPY a partir del 1 de octubre de ese año. En los Estados Unidos a partir del 27 de septiembre su precio se redujo 50 USD, al pasar de 249.99 a 199 USD. Finalmente en Europa, el precio de Wii bajó de 249 a 199 EUR. Tras el recorte en los precios, en diciembre de 2009, Nintendo vendió más de 3 millones de consolas en Estados Unidos, mucho más que las 2.14 millones de unidades en el año anterior. Además estableció un récord mensual en dicho país y acabó con una racha de 9 meses de ventas declinantes. Este éxito también se le atribuyó al lanzamiento de juegos como New Super Mario Bros. Wii. Al término de ese mes, pasó a ser la consola casera con mayores ventas producida por Nintendo en toda su historia, al lograr una cifra superior a las 67 millones de unidades comercializadas, superando a la exitosa Nintendo NES. Hasta el 31 de marzo de 2010, Nintendo había vendido 70.93 millones de sistemas Wii en todo el mundo, vendiendo un total de 20.53 millones de unidades en el período fiscal 2009-10. Hasta el 30 de septiembre de 2011, Nintendo reportó ventas totales de 89.36 millones de consolas a nivel mundial. Cabe señalarse que el «viernes negro» (25 de noviembre) de 2011, se vendieron medio millón de consolas Wii pasando a ser el «viernes negro» más exitoso para Nintendo en cuanto a las cifras de ventas de su consola desde 2006.

### Demografía
Con Wii, Nintendo ha querido enfocarse en un mercado mayor que sus competidores en su generación. En una conferencia de prensa en diciembre de 2006, donde se habló sobre el juego de Nintendo DS aún por estrenarse en ese entonces, Dragon Quest IX: Sentinels of the Starry Skies, Satoru Iwata insistió en que «no estamos pensando en enfrentarnos a Sony, sino en luchar por la cantidad de gente que podemos hacer que se interese en jugar. No estamos enfocados en nuevos sistemas portátiles, o consolas, y así sucesivamente, sino que queremos que nuevos jugadores se integren al mercado».
Lo anterior se refleja en la serie de anuncios televisivos producidos por la empresa y dirigidos por Stephen Gaghan, así como la publicidad vía Internet. Los lemas publicitarios son «Wii would like to play» (trad. lit: «Nos gustaría jugar», si se toma en cuenta la explicación de Nintendo para el término 'Wii' en la sección Nombre) y «Experience a new way to play» («Experimenta una nueva forma de jugar»). Dichos anuncios comenzaron a transmitirse el 15 de noviembre de 2006 y su presupuesto en total superó los 200 millones de USD tan solo por un año. Estas producciones se convirtieron en la primera estrategia de Nintendo para promocionar una marca de sus productos e incluye un clip de video de dos minutos de duración donde se muestra a varias personas disfrutando la consola Wii de diferentes culturas y estilos de vida, entre las cuales se incluyen residentes en departamentos, ganaderos, ancianos y padres junto con sus hijos. La canción presente en los comerciales proviene del tema musical «Kodo (Inside the Sun Remix)» interpretado por Yoshida Brothers. La campaña publicitaria demostró ser exitosa: se llegó a reportar que pensionados de hasta 103 años de edad jugaban Wii tras su estreno en Reino Unido. De forma similar, una nota del periódico británico The People mencionó que la reina Isabel II de Reino Unido ha jugado con la consola.

### Sucesor
Nintendo anunció al sucesor de Wii, Wii U, en la E3 de 2011. La nueva consola Wii U cuenta con un controlador de pantalla táctil, gráficos de alta definición con una resolución de 1080p y además es compatible con juegos y periféricos de Wii, entre los que se incluyen el Wii Remote, Nunchuk, y Classic Controller así como el Wii Balance Board y Wii Zapper.

## Wii Family Edition
La edición Wii Family Edition (modelo RVL-101) es un nuevo modelo de Wii estrenado el 10 de octubre de 2011, que cuenta con las mismas dimensiones que el modelo original, este debe posicionarse de forma horizontal y pierde su compatibilidad con accesorios de Gamecube. Se anunció a mediados del 2011.
La Wii Family Edition llegó a Europa como parte de un conjunto para la temporada navideña que incluye un Wii Remote Plus, y los juegos Wii Party y Wii Sports. Nintendo UK anunció que una versión azul de Wii Family Edition debutaría con el lanzamiento de Mario & Sonic at the London 2012 Olympic Games a partir del 18 de noviembre de 2011. Asimismo la empresa confirmó colores adicionales disponibles a finales del mismo año. A su vez, Nintendo of America anunció una versión negra de esta nueva consola para Estados Unidos y México, que comenzó a comercializarse el 23 de octubre de ese año y que viene acompañada del título New Super Mario Bros Wii y el CD con la banda sonora oficial de Super Mario Galaxy.
A diferencia del PlayStation 3 Slim y la Xbox 360 S, lanzados en 2009 y 2010 respectivamente, que reemplazaron a todos los modelos antiguos, la Wii Family Edition no reemplazó a Wii original, actuando más bien como modelo alternativo.
Este nuevo modelo también conocido como V2, se comercializó al igual que la original en colores blanco o negro y en noviembre de 2011 apareció exclusivamente para este modelo una versión especial en azul cian.

## Wii Mini
La Wii Mini (modelo RVL-201) es un rediseño más pequeño de la Wii con una unidad de disco de carga superior y una combinación de los colores negro y rojo. Esta pequeña consola fue anunciada el 27 de noviembre de 2012 y tuvo un precio de 99,99 dólares. Salió a la venta el 7 de diciembre de 2012 en Canadá, salió el 27 de marzo de 2013 en Europa, y salió el 17 de noviembre de 2013 en Estados Unidos. La consola, además viene con un Wii Remote Plus de color rojo con un nunchuck también de color rojo.
Aunque visualmente parece distinta, su hardware es casi igual al de la Wii convencional, Según la nota de prensa oficial, Wii Mini está diseñada exclusivamente para jugar juegos de Wii esto deja de lado la compatibilidad con juegos de Gamecube y olvidando las posibilidades multimedia oficiales y de red que un dispositivo así podría tener. Tampoco tiene ningún tipo de conexión alta definición —como el modelo original se queda en 576i— y se conecta a través de RCA o componentes.
Tampoco hay novedades en lo referente a otras conexiones o interfaces. Nos encontraremos con un puerto USB 2.0, a diferencia del original, que contenía dos y carece de un lector de tarjetas SD. Esta consola es compatible con unos 1400 títulos disponibles para la Wii original.

## Hardware
Dimensiones y diseño
Wii fue la consola de sobremesa de Nintendo más pequeña hasta la llegada del Nintendo Switch; mide 44 mm (1.73") de ancho, 157 mm (6.18") de alto y 215.4 mm (8.48") de profundidad en su orientación vertical, el equivalente a poco más de tres cajas de DVD apiladas juntas. El soporte incluido tiene unas medidas de 55.4 mm (2.18") de ancho, 44 mm (1.73") de alto y 225.6 mm (8.88") de profundidad. La consola pesa 1.2 kg (2.7 lb), lo que hace de ella la más ligera de las tres principales consolas de séptima generación. La consola puede ser colocada ya sea de forma horizontal o vertical. El prefijo para el esquema de numeración del sistema y de sus partes y accesorios es «RVL-» que hace reminiscencia de «Revolution», nombre clave del proyecto en su desarrollo. Además, Wii presenta un detalle recurrente en el diseño de la consola: la misma consola, la fuente de alimentación y todos los enchufes tienen una de sus cuatro esquinas recortada en forma triangular.
Lector de discos
La parte frontal de la consola cuenta con una ranura con iluminación incorporada que acepta discos tanto Wii Optical de 12 cm como discos de Gamecube de 8 cm de diámetro. La luz azul en la ranura donde se inserta el disco se ilumina brevemente cuando la consola está encendida y parpadea cuando se reciben nuevos datos a través de WiiConnect24. Después de la actualización del firmware 3.0, la ranura de luz del disco se activa cada vez que un disco se inserta o es expulsado. Cuando no hay información de WiiConnect24, la luz permanece apagada. La ranura de luz permanece apagada durante un juego o cuando se utilizan otras funciones. Los dos puertos USB se encuentran en la parte posterior. La ranura para tarjetas SD se esconde detrás de la tapa en la parte frontal de la consola.
El lector de discos de Wii no reproduce DVD-Video, DVD-Audio ni CD. En 2006 se había anunciado que Nintendo lanzaría una nueva versión de la consola capaz de reproducir DVD al año siguiente, sin embargo, se retrasó su fecha de estreno debido a que la empresa optó por enfocarse más en la producción de la consola original ante la alta demanda. Al principio, Nintendo mencionó que se «requería más que una simple actualización de firmware» para implementar dicha funcionalidad, además de añadir que no estaría disponible en todo caso como actualización para el modelo existente. A pesar de ello, empresas third-party han usado aplicaciones homebrew específicas para Wii para añadir la funcionalidad que reproduce DVD en los sistemas originales Wii. Al principio se buscaba usar el mando de Wii para operar otros sistemas operativos además de reproducir juegos en la consola que pudiesen descargarse de Internet. Con la implementación de hacks como el Twilight hack, surgió el canal Homebrew para Wii. La consola también puede ser hackeada para que un jugador pueda realizar otras actividades diferentes a las estipuladas por Nintendo para Wii.
Paquetes

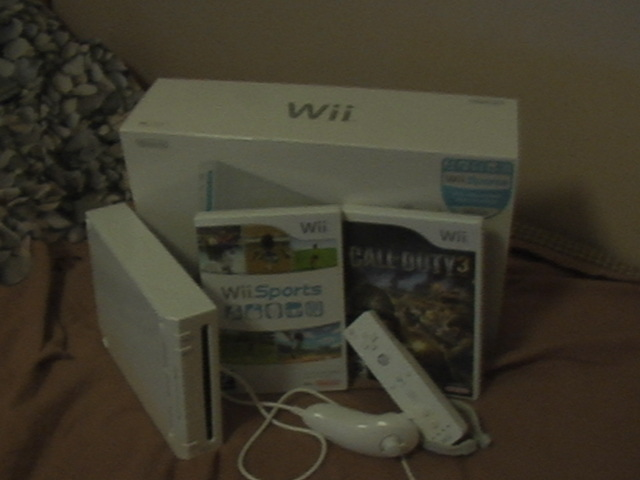
una nintendo wii con juegos y su caja

El paquete original de Wii incluía la consola, un soporte para permitir que el sistema pueda ponerse de forma vertical, un estabilizador circular para el soporte principal, un Wii Remote, un accesorio Nunchuk, una barra de sensores, un soporte removible para la barra, un adaptador de energía externo, dos baterías AA, un conector de AV compuesto con un conector RCA, un adaptador SCART en países europeos (donde los cables de video compuesto y otras variantes están disponibles de forma individual), documentos relacionados con el funcionamiento de la consola y, en todas las regiones excepto Japón y Corea del Sur, una copia del juego Wii Sports. Si bien Nintendo mostró la consola y el Wii Remote en blanco, negro, plata, verde lima, y rojo previo a su lanzamiento, en sus primeros dos años y medio solamente estuvo disponible en blanco. Shigeru Miyamoto afirmó en su momento que los otros colores estarían disponibles al público en cuanto se superaran las dificultades en el abastecimiento de consolas. 

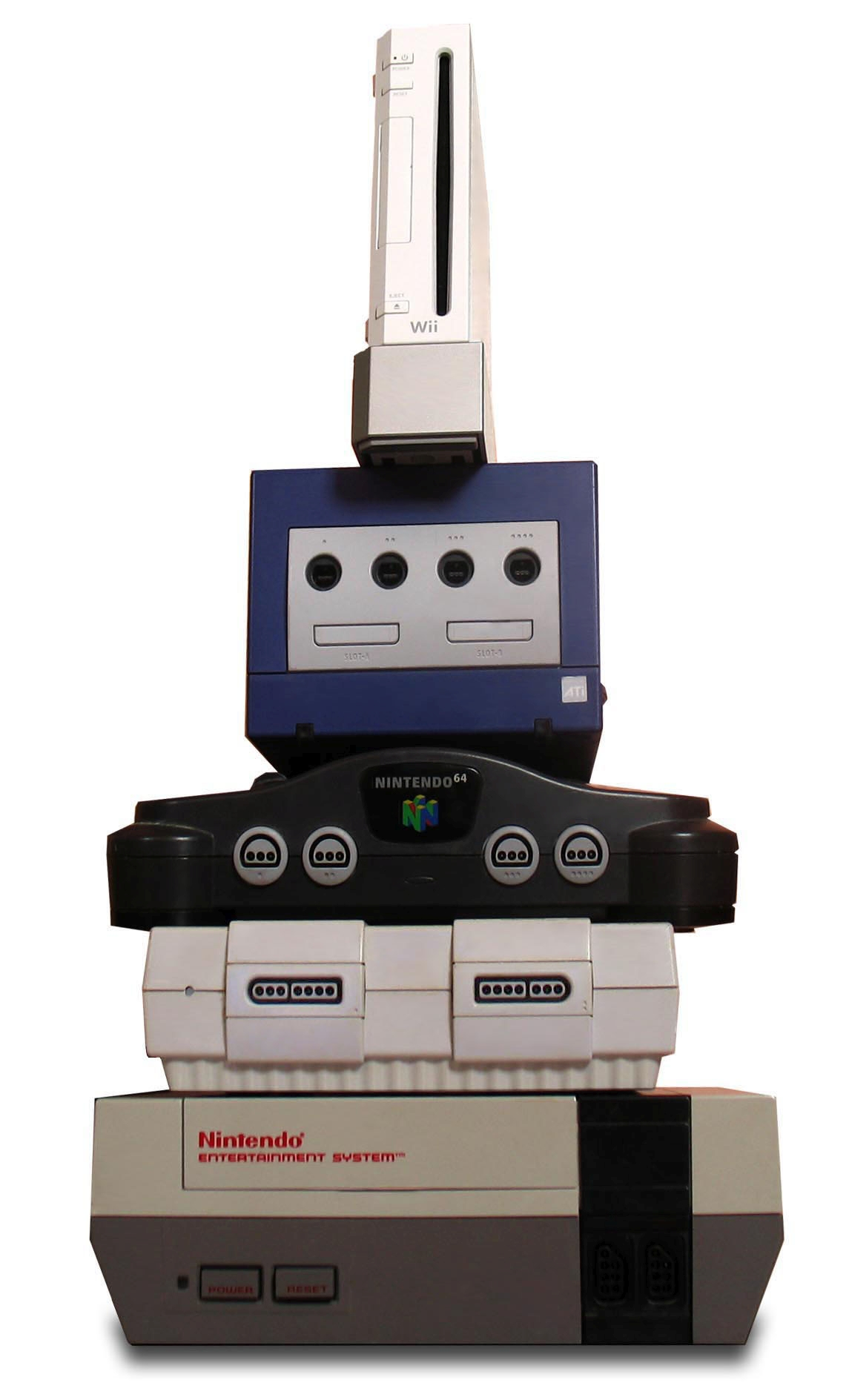
Las dimensiones de Wii comparadas con las consolas GameCube, Nintendo 64, Super Nintendo y la Nintendo NES, respectivamente.

Los sistemas negros se hicieron disponibles en Japón en agosto de 2009, en Europa a partir de noviembre de ese año, y en Norteamérica desde mayo de 2010. El 11 de noviembre de 2010 se lanzó una nueva versión en color rojo en Japón para conmemorar el 25° aniversario del estreno de Super Mario Bros. La versión británica de Wii rojo debutó el 29 de octubre de ese año, en un paquete que incluye el juego Donkey Kong y el Wii Remote Plus (una nueva versión del controlador con tecnología Wii Motion Plus incorporada). Mientras tanto, la consola roja llegó a Norteamérica el 7 de noviembre de 2010 en un paquete que incluye New Super Mario Bros. Wii y el Wii Remote Plus.
Aunado a los sistemas Wii negro y rojo, existe una amplia variedad de paquetes que incluyen determinados accesorios dependiendo del sistema de juego que acompañe a la consola en dicho paquete. Entre estos se hallan el Wii Holiday Friends que incorpora varios accesorios y juegos de temática deportiva, y el Wii Fun Bundle que viene acompañado de los juegos Wii Sports y Wii Play. El 11 de julio de 2007, Nintendo reveló el Wii Balance Board en el E3 de ese año junto con el título Wii Fit. Este consiste en un accesorio rola bola para Wii que contiene numerosos sensores de presión usados para medir el centro de balanceo del jugador. La empresa Namco Bandai produjo un controlador en forma de tapete un poco menos sofisticado que compite con el Balance Board y que es capaz de conectarse con el puerto de controlador de GameCube.

### Wii Remote

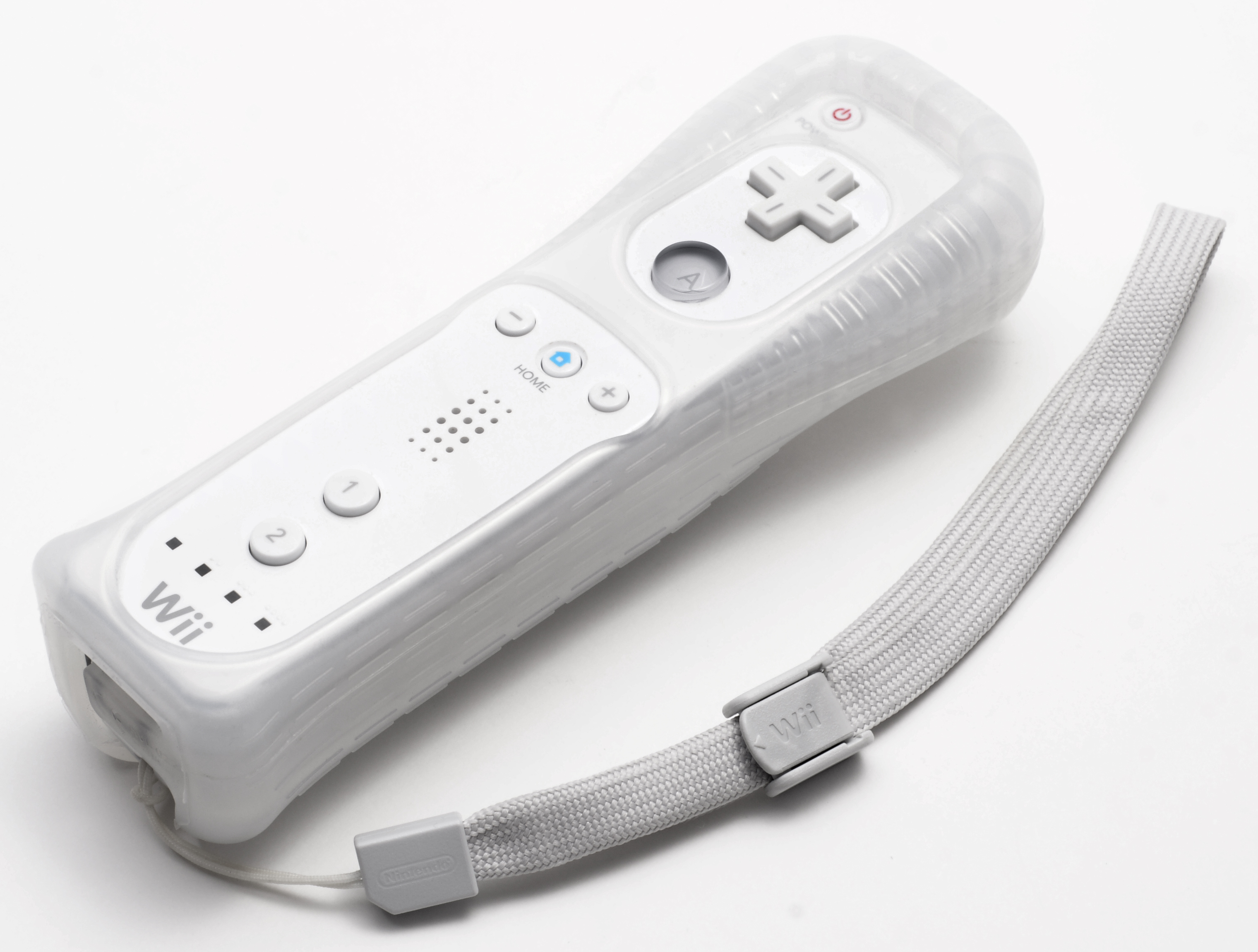
Control remoto Wiimote

El Wii Remote (comúnmente conocido como «control remoto Wii» en Hispanoamérica, «mando de Wii» en España o simplemente «Wiimote») es el mando principal de la consola. Utiliza una combinación de acelerómetros y detección infrarroja para sentir su posición en un espacio tridimensional cuando es apuntado a los leds en el interior de la barra de sensores. Este diseño le permite a los usuarios controlar el juego mediante gestos físicos, así como presionar los botones clásicos de un controlador estándar. El controlador se conecta a la consola mediante Bluetooth, puede vibrar y tiene un altavoz interno. El Wii Remote puede conectarse a otros dispositivos a través de un puerto propietario ubicado en la base del controlador (para mayores detalles puede consultarse la sección Especificaciones técnicas). El dispositivo que viene incluido con el paquete de la consola Wii es el Nunchuk, el cual cuenta con un acelerómetro y un control tradicional con dos botones y una palanca. Además, dispone de una correa de muñeca para impedir que el jugador tire accidentalmente el Control Remoto Wii. Respecto a este último accesorio, Nintendo ha ofrecido una correa aún más fuerte y el Wii Remote Jacket que proporciona una mayor protección al usar el mando de Wii. A su vez, el Wii MotionPlus es un dispositivo que se conecta al controlador para aumentar las capacidades del acelerómetro y la barra de sensores permitiendo que la consola detecte acciones en la pantalla en tiempo real conforme se van realizando. Adicionalmente, Nintendo anunció, pero nunca lanzó, el Wii Vitality Sensor, un oxímetro de pulso que se conecta en el dedo por medio del controlador. 

### Memoria de almacenamiento
Wii contiene 512 megabytes de memoria flash interna y posee una ranura para tarjetas SD a manera de almacenamiento externo. Las tarjetas SD pueden ser utilizadas para subir fotografías, así como para realizar copias de seguridad de los datos guardados de los juegos y de los títulos disponibles para su descarga por medio de la Consola Virtual o WiiWare. Al utilizar la ranura SD para transferir los juegos guardados, se debe instalar una actualización. La actualización puede iniciarse desde el menú de opciones de Wii a través de una conexión a Internet, o mediante la inserción de un disco de juego que contenga la actualización. La Consola Virtual es un sistema digital de descargas cuyos juegos no pueden ser usados en ningún otro sistema a excepción de la consola de origen. Las tarjetas SD se pueden utilizar también para añadir música personalizada a un juego, si en esta hay archivos MP3 almacenados. Esta utilidad aparecía en juegos como Excite Truck. Además puede utilizarse como música de fondo para la presentación de diapositivas del Canal Fotos. En la versión 1.1 del Canal Fotos se removió la opción de reproducción de MP3 al ser sustituida por una aplicación AAC.
En la Conferencia Invernal de Prensa de Nintendo en octubre de 2008, Satoru Iwata anunció que los propietarios de la consola podrían descargar contenido de WiiWare y de la Consola Virtual de forma directa a una tarjeta SD. Esta opción ofrecería una alternativa para «combatir el almacenamiento de memoria insuficiente de Wii». Se dijo que dicha opción estaría disponible en Japón a partir de principios de 2009. Finalmente, la descarga estuvo disponible a partir del 25 de marzo de 2009. Adicionalmente, se garantizó que el jugador pudiera reproducir en Wii juegos de la Consola Virtual y de WiiWare descargados previamente en la tarjeta SD. En sí, la actualización posibilitó el uso de tarjetas SDHC que incrementan el límite de tamaño de una tarjeta SD de 2 a 32 gigabytes.

### Especificaciones técnicas
Nintendo ha revelado algunos detalles técnicos con respecto al sistema Wii, aunque algunos datos clave han sido revelados a través de la prensa. Aunque ninguno de estos informes ha sido confirmado oficialmente, por lo general apuntan a la consola como una prórroga o adelanto de la arquitectura de Nintendo GameCube. Más concretamente, los análisis informan que Wii es aproximadamente de 1.5 a 2 veces más potente que su predecesor.
| CPU                  | Procesador IBM PowerPC, nombre en clave «Broadway» (IBM Broadway) (con tecnología SOI CMOS de 90 nm) | 729 MHz | Procesador «Broadway».                                                                                 |
| GPU                  | ATI «Hollywood» manufacturado con tecnología SOI CMOS de 90 nm. | 243 MHz | GPU «Hollywood» de ATI.                                                                                |
| GPU                  | Architecture | Ultra-Threaded SEClock SpeedsRender Config | GPU «Hollywood» de ATI.                                                                                |
| GPU                  | Fundidora | NEC | GPU «Hollywood» de ATI.                                                                                |
| GPU                  | Proceso de fundición | 90 nm | GPU «Hollywood» de ATI.                                                                                |
| GPU                  | Transistors | 107 millones | GPU «Hollywood» de ATI.                                                                                |
| GPU                  | tamaño del Die | 95 mm² | GPU «Hollywood» de ATI.                                                                                |
| GPU                  | velocidad de memoria | 243 MHz 486 Mbps efectivo | GPU «Hollywood» de ATI.                                                                                |
| GPU                  | Vram | 64 MB | GPU «Hollywood» de ATI.                                                                                |
| GPU                  | Tipo de Memoria | GDDR3 | GPU «Hollywood» de ATI.                                                                                |
| GPU                  | Bus de Memoria | 64 bit | GPU «Hollywood» de ATI.                                                                                |
| GPU                  | Bandwidth | 3.888 GB/s | GPU «Hollywood» de ATI.                                                                                |
| GPU                  | Pixel Shaders | 4 | GPU «Hollywood» de ATI.                                                                                |
| GPU                  | Vertex Shaders | 1 | GPU «Hollywood» de ATI.                                                                                |
| GPU                  | TM | 4 | GPU «Hollywood» de ATI.                                                                                |
| GPU                  | ROPs | 4 | GPU «Hollywood» de ATI.                                                                                |
| GPU                  | ROPs | 4 | GPU «Hollywood» de ATI.                                                                                |
| GPU                  | Pixel Rate | 972.0 MPixel/s | GPU «Hollywood» de ATI.                                                                                |
| GPU                  | Vertex Rate | 60.75 MVertices/s | GPU «Hollywood» de ATI.                                                                                |
| GPU                  | Texture Rate | 972.0 MTexel/s | GPU «Hollywood» de ATI.                                                                                |
| GPU                  | TDP | 45 W | GPU «Hollywood» de ATI.                                                                                |
| RAM                  | 24 MB 1T-SRAM, 3 MB EDRAM | 24 MB 1T-SRAM, 3 MB EDRAM | |
| VRAM                 | Bus GDDR3 | 64 MB | 64 MB                                                                                                  |
| Medio                | Wii Optical Disc (12 cm), GameCube Optical Disc (8 cm) | Wii Optical Disc (12 cm), GameCube Optical Disc (8 cm) | |
| Almacenamiento       | Memoria interna flash, almacenamiento expandible vía tarjetas SD y SDHC, tarjeta de memoria de GameCube (para salvar partidas de juegos de esa consola), Mask ROM por Macronix. | 512 MB / 32 GB, respectivamente. | |
| Puertos I/O          | USB 2.0 (2), ranura para tarjetas SD (1; soporta tarjetas SDHC a partir del Menú 4.0), barra sensor (1), capacidad hasta para 16 controladores Wii Remote (10 en modo estándar, 6 en un modo de tiempo) conectados de forma inalámbrica por Bluetooth, puertos para mandos de GameCube (4), puertos para expansión de memoria GameCube (2), barra de sensores (1), puerto de accesorios en la parte trasera del Wii Remote (1), entrada para teclado USB opcional en el Message Board del Canal Wii Shop, y el Canal Internet (a partir de la actualización 3.1), módulo inalámbrico Mitsumi DWM-W004 WiFi 802.11b/g, compatibilidad con USB 2.0 para adaptador LAN Ethernet, puerto «multisalida AV». | USB 2.0 (2), ranura para tarjetas SD (1; soporta tarjetas SDHC a partir del Menú 4.0), barra sensor (1), capacidad hasta para 16 controladores Wii Remote (10 en modo estándar, 6 en un modo de tiempo) conectados de forma inalámbrica por Bluetooth, puertos para mandos de GameCube (4), puertos para expansión de memoria GameCube (2), barra de sensores (1), puerto de accesorios en la parte trasera del Wii Remote (1), entrada para teclado USB opcional en el Message Board del Canal Wii Shop, y el Canal Internet (a partir de la actualización 3.1), módulo inalámbrico Mitsumi DWM-W004 WiFi 802.11b/g, compatibilidad con USB 2.0 para adaptador LAN Ethernet, puerto «multisalida AV». | |
| Comunicación en red  | Tecnología WiFi (Red inalámbrica) incorporada, la cual permite una conexión a internet IEEE802.11 b/g), Compatible con adaptador de USB 2.0 a Ethernet LAN | Tecnología WiFi (Red inalámbrica) incorporada, la cual permite una conexión a internet IEEE802.11 b/g), Compatible con adaptador de USB 2.0 a Ethernet LAN | |
| Audio                | Compatible con Dolby Pro Logic II, y altavoz interno en el controlador. | Compatible con Dolby Pro Logic II, y altavoz interno en el controlador. | Compatible con Dolby Pro Logic II, y altavoz interno en el controlador.                                |
| Formatos compatibles | GameCube Optical Disc (GOD) de 8 cm de diámetro | GameCube Optical Disc (GOD) de 8 cm de diámetro | GameCube Optical Disc (GOD) de 8 cm de diámetro                                                        |
| Salida               | Resolución de vídeo | 480p (PAL/NTSC), 480i (PAL/NTSC) y 576i (PAL/SECAM), pantalla panorámica anamórfica 4:3 y 16:9 | |
| Salida               | audio-vídeo | - Componente: (YPBPR; solo para consolas NTSC y PAL) tiene que comprarse por separado, El video por componentes en sí tiene una resolución máxima de 1080p, pero la resolución máxima de la Wii es de 480p - vídeo compuesto: (amarillo-rojo-blanco) incluido en la caja soporte para formato panorámico 16:9 el compuesto es el peor, ya que tiene una resolución máxima de 480i - SCART: (solo para consolas PAL) video a 576i deben comprarse por separado. | |
| Dimensiones y peso   | Aproximadamente 157 mm (altura) x 215'4 mm (profundidad) x 44 mm (ancho) y pesa aproximadamente 1'2 kg | Aproximadamente 157 mm (altura) x 215'4 mm (profundidad) x 44 mm (ancho) y pesa aproximadamente 1'2 kg | Aproximadamente 157 mm (altura) x 215'4 mm (profundidad) x 44 mm (ancho) y pesa aproximadamente 1'2 kg |
| Consumo de energía   | 18 W cuando está encendida, 9.6 W en modo de espera durante la conexión WiiConnect24 y 1.3 W en modo de espera. | 18 W cuando está encendida, 9.6 W en modo de espera durante la conexión WiiConnect24 y 1.3 W en modo de espera. | |

### Wii Remote
| WII Remote/Wii Remote Plus | Comunicaciones        | Bluetooth 2.0 Puerto conector de accesorios (400 kHz I²C) Broadcom BCM2042 |  |
| WII Remote/Wii Remote Plus | Botones               | - Botón ⏻ = Enciende y apaga la consola. - Botón A = Generalmente aceptar, elegir. - Botón B = Generalmente retroceder, cancelar. - Cruceta = Botones Arriba, abajo, izquierda y derecha. - Botón Más + = Equivalente al botón Start. - Botón − = Equivalente al botón Select. - Botón 🏠︎ = Abre el Menú HOME. - Botón 1 = Equivalente al Botón X. - Botón 2 = Equivalente al Botón Y. |  |
| WII Remote/Wii Remote Plus | Almacenamiento        | 16 KiB EEPROM chip (16.3 kilobytes) |  |
| WII Remote/Wii Remote Plus | control de movimiento | - acelerómetro ADXL330. - sensor óptico PixArt - barra de diez LED infrarrojos |  |
| WII Remote/Wii Remote Plus | Sonido                | un parlante |  |
| WII Remote/Wii Remote Plus | Alimentación          | 2 baterías AA 1.5 v para 60 horas de uso aprox |  |
| WII Remote/Wii Remote Plus | I/O                   | - 4 leds azules - 1 vibrador - 1 parlante - conector propietario de Nintendo para periféricos - Cámara de infrarrojos (128 x 96 píxeles). |  |

### Accesorios

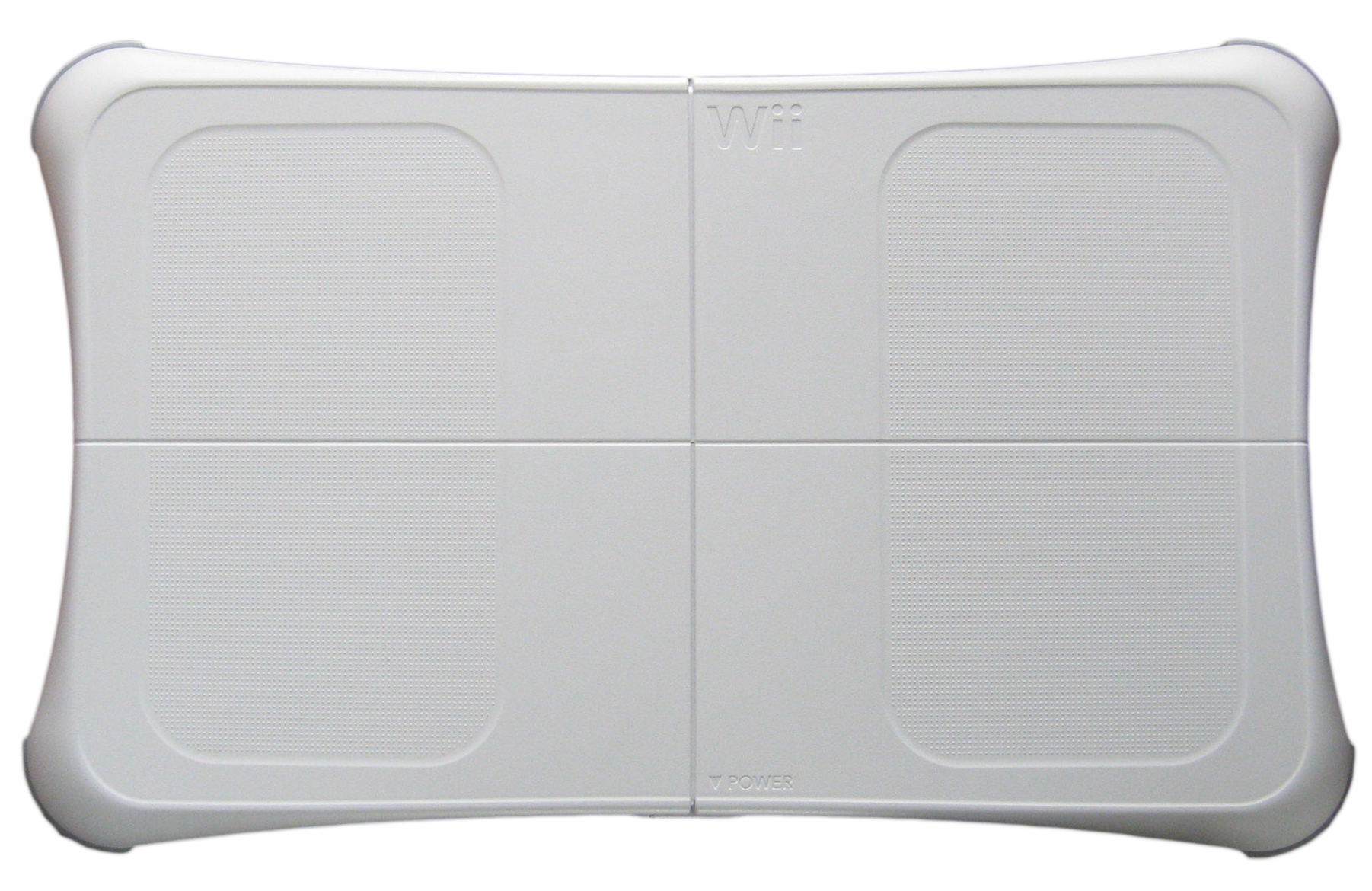
Wii Balance Board.

La consola dispone de una gran variedad de accesorios, que incluyen: controladores, pistolas, volantes, raquetas de tenis, teclados usb, adaptadores de red, cables audio y video. Algunos de los accesorios son complemento del diseño del Control Remoto Wii, tales como Wii Zapper que convierte al controlador en una pistola o ballesta. En Japón, el Wii Zapper se vendió junto con el juego Resident Evil: Umbrella Chronicles.
En julio de 2007 en la E3 fue presentado el Wii Balance Board, un accesorio que ayuda a la gente hacer ejercicio como aerobics, yoga y estiramiento de músculos. El equipo viene acompañado con su respectivo software conocido como Wii Fit. Wii Balance Board es uno de los accesorios de mayor éxito de la consola; desde su estreno, se vendieron más de un millón de unidades en los tres primeros meses en Europa, América del Norte y Japón.
En diciembre de 2009 se presentó Cyberbike, la primera bicicleta estática para poder utilizar como accesorio de una consola. Cyberbike es el 
nombre que recibe la bicicleta y se entrega con un juego llamado Eco-citizen que consiste en limpiar el mundo cruzándolo por el aire con una bicicleta voladora a modo de helicóptero.

### Cuestiones técnicas
La primera actualización de firmware a través de WiiConnect24 dejó inutilizada una pequeña cantidad de consolas de la primera remesa puesta a la venta. Esto obligó a los usuarios a enviar sus unidades al servicio técnico de Nintendo para reparar los daños; el plazo de cambio fue de cuatro días.
Con el lanzamiento de los discos ópticos de doble capa de Wii, Nintendo of America declaró que algunas consolas pueden tener dificultades para leer software de alta densidad debido a la suciedad de las lentes láser. Nintendo ofrece una reparación gratuita para los propietarios que sufran este problema.
El Wii Remote a su vez puede presentar problemas para ser detectado por la barra de sensores, el cual se soluciona por medio de un reajuste de su configuración y su posterior sincronización. En el sitio web de Nintendo se proporcionan instrucciones para solucionar este problema, así como otros similares.

### Cuestiones legales
Interlink Electronics presentó una demanda contra Nintendo por la violación de una de sus patentes en la que se describían ciertas funciones del Control Remoto Wii, alegando «pérdida de derechos de autor, reducción de ventas y/o pérdida de beneficios como consecuencia de las actividades ilícitas» de Nintendo. A su vez, la firma de abogados Green Welling LLP realizó otra demanda de acción popular por las «correas defectuosas para la muñeca» producidas por Nintendo. Meses antes del lanzamiento de Wii, Lonestar Inventions, empresa radicada en Texas, hizo otra demanda por copiar el diseño de uno de sus condensadores y usarlo en su consola.
Ese año, Anascape Ltd., también con sede en Texas, presentó una demanda adicional por infringir sus patentes en los diseños para los controladores originales de GameCube, los WaveBird y el mando de Wii. Como resolución, el tribunal del estado de Texas sancionó a Nintendo con una multa de 21 millones de USD por el uso indebido de las patentes. Un veredicto dictado en julio de 2008 notificó que se llevaría a cabo una acción legal que prohibiría a Nintendo vender el controlador clásico en Estados Unidos. No obstante, Nintendo continuó vendiéndolo debido a que se presentó una apelación al Tribunal de Apelaciones del Circuito Federal, cuya resolución quedó pendiente. El 22 de abril de 2010, dos años después, el Tribunal Federal falló a favor de Nintendo.
El 19 de agosto de 2008, Hillcrest Laboratories Inc. demandó a Nintendo ante la Comisión de Comercio Internacional de EE.UU, a la que le reclamó que el mando de Wii infringía en tres de sus patentes. Inclusive, se mencionó que la compañía japonesa había violado una cuarta patente acerca de la exposición de interfaces gráficas en pantallas de televisión. Si bien Hillcrest buscaba que se implementara una sanción en las consolas Wii importadas a territorio estadounidense, en agosto del año siguiente, Nintendo y Hillcrest llegaron a un acuerdo, del cual se desconocen los términos.
Cabe añadirse que la denominación comercial «Wii Remote» fue rechazada en un inicio por la Oficina de Patentes y Marcas de EE.UU (USPTO, por sus siglas en inglés). Ésta consideró que el término «Remote» es comúnmente usado así que no debía lucrarse con él. Se comentó asimismo que la USPTO aceptaría la marca comercial si la compañía renunciaba a los derechos exclusivos de la palabra «Remote» en el término.

## Características
La consola contiene una serie de características internas a disposición de sus componentes de hardware y firmware. El hardware permite extenderse a través de los puertos de expansión, mientras que el firmware y algunos elementos del software pueden recibir actualizaciones periódicas a través del servicio WiiConnect24.

### Menú Wii
El Menú Wii es la interfaz gráfica del sistema operativo de la consola y su diseño está inspirado en los canales de televisión. Los canales se muestran gráficamente separados en una rejilla y se navega entre ellos utilizando el puntero del Control Remoto Wii. Con la excepción del Canal Disco, es posible cambiar la disposición de los canales pulsando a la vez los botones A y B. Cada canal ofrece distintos contenidos: la previsión del tiempo, noticias, concursos, opiniones y música, entre otros. Cuando se enciende la consola, se despliegan todos los canales originales más los canales que se hayan descargado. Hay seis canales principales: el Canal Disco, el Canal Mii, el Canal Fotos, el Canal Tienda Wii, el Canal Tiempo y el Canal Noticias. Estos dos últimos no estaban disponibles en el debut de la consola, siendo activados luego a través de actualizaciones. A medida que van surgiendo actualizaciones del firmware de la consola, van aumentando las funciones de los canales o se agregan otros nuevos. Por ejemplo, el Canal Wii + Internet se instaló en las consolas Wii comercializadas a partir de octubre de 2008. En tales casos, los canales adicionales se hallan disponibles para su descarga en el Canal Tienda Wii por medio de WiiWare; también aparecen con cada juego de la Consola Virtual. Entre estos últimos están los canales Everybody Votes, Canal Internet, Check Mii Out y Canal Nintendo. Hasta el 18 de octubre de 2010, los usuarios podían descargar el Canal Netflix del Canal Tienda Wii.

### Compatibilidad con versiones anteriores

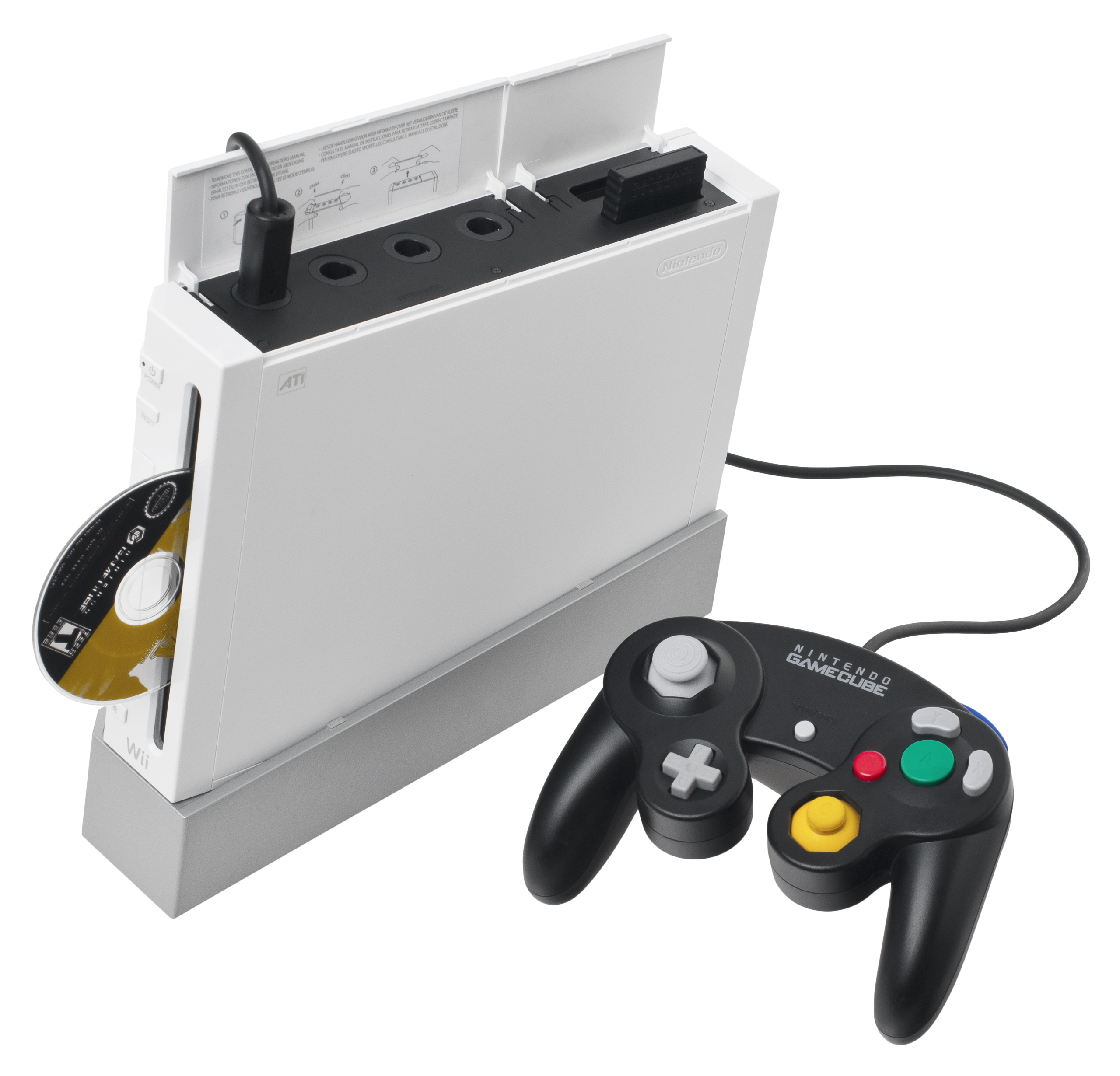
Los puertos para mandos de Nintendo Gamecube en Wii.

Las consolas originales de Wii (modelo RVL-001) son compatibles con todo el software oficial de GameCube, así como con sus controladores y tarjetas de memoria. La compatibilidad con el software se consigue directamente a través de la ranura de discos, que tiene la capacidad de aceptar y leer el tipo de discos Nintendo Optical Disc. La consola da un soporte de 480p y 16:9 de salida a los títulos de la Nintendo GameCube. Los periféricos pueden conectarse a través de un conjunto de cuatro puertos para controladores de GameCube y dos ranuras para tarjetas de memoria extraíbles, todos ocultos por un par de tapas que pueden ser retiradas fácilmente. Aun así, se han creado mandos de GameCube y Memory Cards mejorados para el uso de GameCube en Wii, también compatibles con la GameCube original.
Wii es compatible también con la portátil Game Boy Advance y con el e-Reader a través del Cable Game Boy Advance, que se utiliza con la GameCube. Esta opción solo puede usarse en títulos selectos de GameCube que previamente lo hayan usado. Wii también soporta los accesorios Gamercize que aparecieron en GameCube.
Sin embargo, en Corea del Sur, la versión de Wii de ese país no ofrece compatibilidad con los juegos de GameCube.
Por otro lado, al ejecutar los juegos de GameCube dentro de Wii, hay una limitación en la funcionalidad: ni el Control Remoto Wii ni el mando clásico funcionan con los juegos de la GameCube, solo son útiles los antiguos mandos de la consola original. Además, las tarjetas de memoria de GameCube no pueden almacenar las partidas de los juegos de Wii.
La compatibilidad se halla limitada en ciertas regiones. Las características en línea y LAN para los juegos de GameCube no están disponibles en Wii, ya que carece de puertos para el adaptador de módem y banda ancha de GameCube. Ya que la consola utiliza un puerto propietario para la salida de video, es incompatible con todos los cables de audio y video de GameCube (video compuesto, S-Video, video compuesto y RGB SCART). Por otra parte, la nueva versión Wii Family Edition, estrenada en 2011, carece de compatibilidad con GameCube.
Algunos títulos de Wii, como Super Smash Bros. Brawl, o de la Consola Virtual de Wii y WiiWare de la Tienda Wii pueden usarse con controles de GameCube.

### Conectividad con Nintendo DS

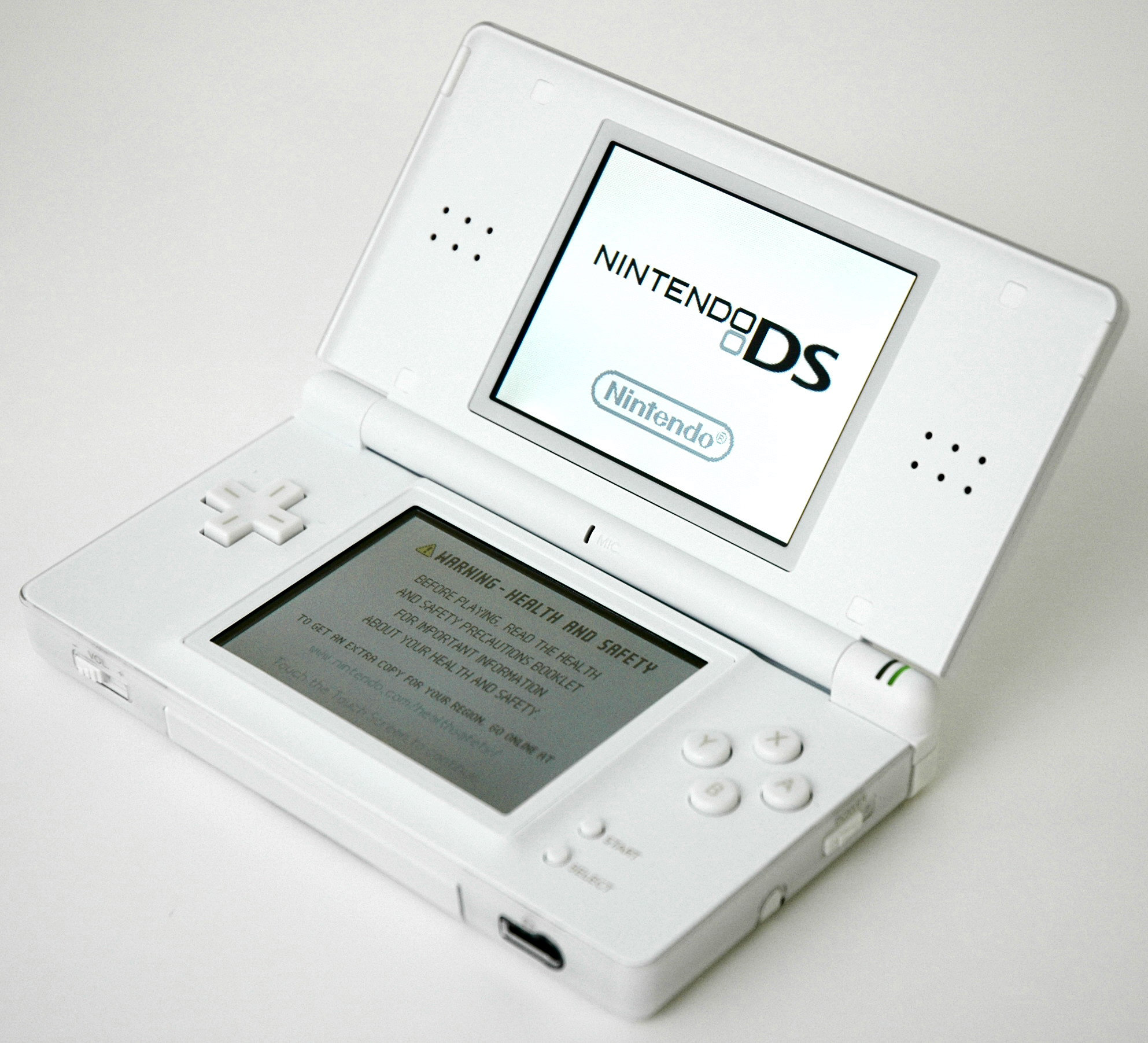
Consola Nintendo DS Lite.

Otra de las características de Wii es que puede conectarse con una Nintendo DS de manera inalámbrica, sin ningún tipo de accesorio adicional. Esta conectividad permite que el jugador utilice el micrófono y la pantalla táctil de Nintendo DS como controles para Wii. La primera demostración que Nintendo hizo sobre el uso de esta utilidad fue en el juego Pokémon Battle Revolution. También el videojuego Pokémon Diamante y Perla ha aprovechado esta función. El juego Final Fantasy Crystal Chronicles: Echoes of Time, lanzado para Nintendo DS y Wii, incorpora dicha interactividad para que ambos títulos puedan ser jugados de forma simultánea. Posteriormente, Nintendo lanzó el Canal Nintendo (Nintendo Channel), el cual permite a los propietarios de una Wii descargar versiones demo de juegos para su Nintendo DS. Esta opción es similar al DS Download Station y la Nintendo Zone (sucesora de DS Download Station) La consola también puede expandir los juegos de la portátil Nintendo DS.

### Conectividad en línea

Nintendo uso un servicio online con el nombre nintendo wi-fi conection

La consola Wii es capaz de conectarse a Internet a través del Wi-Fi IEEE 802.11b/g incorporado en la consola o mediante un adaptador USB-Ethernet. Ambos métodos permitían al jugador acceder al servicio Conexión Wi-Fi de Nintendo (cerrado en 2014). La conexión inalámbrica soporta cifrado WEP, WPA (TKIP/RC4) y WPA2 (CCMP/AES). Más tarde, el soporte para AOSS (una tecnología que permite crear redes inalámbricas seguras) se incorporó en la versión 3.0 del Menú Wii.
El servicio en línea ofrece varios servicios para la consola, entre ellos la Consola Virtual, WiiConnect24 (ahora cerrado), Canal Internet, Canal Opiniones y Canal Mii. La consola también puede comunicarse y conectarse con otras consolas Wii mediante WLAN (red de área local inalámbrica), permitiendo modos multijugador inalámbricos locales en diversas televisiones. Battalion Wars 2 fue el primer juego en el que se mostró esta característica, con una partida multijugador en dos o más televisiones.
Al igual que con la Nintendo DS, Nintendo no cobra ninguna tarifa por usar el servicio Conexión Wi-Fi de Nintendo. Este sistema también implementa un software basado en la consola, como el tablón de mensajes Wii. Asimismo el jugador puede conectarse a Internet con terceros dispositivos.
El 9 de abril de 2008, la BBC anunció que su servicio en línea BBC iPlayer estaría disponible en Wii a través del Canal Internet. Tras su lanzamiento, algunos usuarios experimentaron dificultades con el servicio. El 18 de noviembre de 2009, se volvió a lanzar el BBC iPlayer para Wii como Canal BBC iPlayer, el cual puede descargarse desde el Canal Tienda Wii.
El 26 de diciembre de 2008, Nintendo anunció que lanzaría un nuevo canal de vídeos para Wii. Por otra parte, hasta octubre de 2010, los usuarios estadounidenses y canadienses podían acceder a Netflix como canal de la consola sin requerir de ningún disco para ello.

### Control parental
La consola ofrece una serie de controles paternos, que puede usarse para prohibir a los menores de edad jugar con videojuegos inadecuados por su edad. Cuando se inicia un juego de Wii o de la Consola Virtual, la propia consola comprueba la clasificación; si esta clasificación es mayor que la definida en el control parental, el juego no se cargará hasta que se introduzca la clave correcta. Los controles parentales también pueden controlar el acceso a Internet, al bloquear el Canal Internet y el sistema de actualización. El control parental deja de ser útil cuando la consola ejecuta un juego de GameCube, ya que sus juegos no se ven afectados por este control.
Las unidades europeas usan principalmente el sistema de clasificación PEGI, con la excepción de Alemania, que usa el sistema USK y Reino Unido, que además del PEGI, usa el BBFC; mientras que los sistemas de toda América utilizan el sistema ESRB. En Australia y Nueva Zelanda, el OFLC; y en Japón, el sistema CERO.
Los desarrolladores homebrew han logrado revertir la función que Nintendo usa para recuperar contraseñas perdidas de controles paternos y crearon un script simple para obtener códigos de reseteo de control paterno.

## Videojuegos

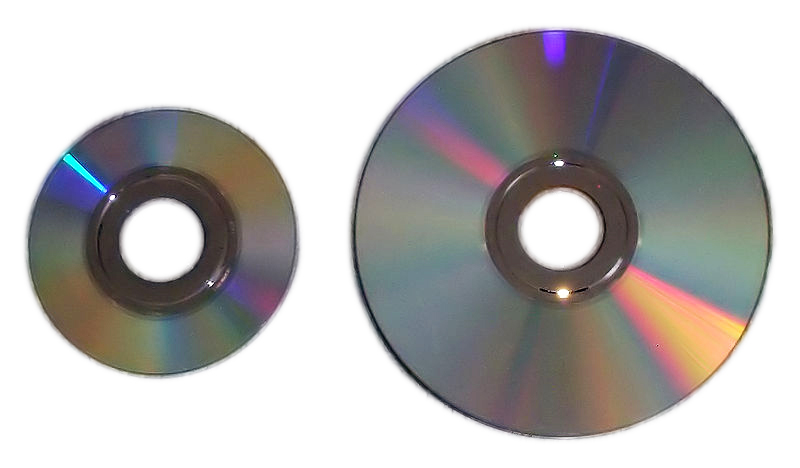
GameCube Game Disc y Wii Optical Disc.

Las copias de los juegos de venta al público se distribuyen en un formato de disco conocido como Wii Optical Disc, muy parecido a un DVD. Estas se distribuyen en un estuche de plástico junto con su correspondiente manual. Los títulos lanzados en Europa vienen en cajas que tienen un triángulo impreso en la esquina inferior derecha del canto que permite identificar a qué región en particular se destinó ese juego y en qué idiomas está escrito el manual. La consola soporta bloqueo regional, esto es que el software adquirido en una región solo puede reproducirse en el hardware de esa misma zona.
Las principales franquicias de Nintendo como The Legend of Zelda, Metroid, Mario, Pokémon tienen algún juego ya lanzado o en desarrollo para Wii, en adición a varios títulos originales y juegos desarrollados por empresas third-party. El 27 de abril de 2007, Satoru Iwata declaró que existían 45 juegos first-party para la consola en diferentes estados de producción. Las compañías third-party, con un mayor o menor apoyo a la consola destacando Ubisoft, Sega, Square Enix, Activision Blizzard, Electronic Arts y Capcom, también crearon contenido original como Zack & Wiki, No More Heroes o Boom Blox. Cabe añadirse que se produjeron más juegos por parte de third-parties para Wii que para PS3 y Xbox 360. Nintendo también estrenó la línea New Play Control!, un conjunto de juegos de GameCube adaptados para Wii con controles actualizados.
Por otro lado, Nintendo ofrece la posibilidad de comprar desde el Canal Tienda Wii varios títulos clásicos que aparecieron en consolas antiguas tales como la Nintendo NES, SEGA Mega Drive (Sega Genesis), SNES, Nintendo 64, TurboGrafx-16, Commodore 64 (exclusivamente en Europa y América), MSX (exclusivamente en Japón), Neo Geo y SEGA Master System, así como varios juegos de máquinas recreativas en Virtual Console Arcade, usando la memoria de la consola, o una tarjeta SD para guardar los juegos descargados. Una vez que son descargados estos títulos, la Consola Virtual puede acceder desde el Menú de Wii o por canales individuales a ellos, o incluso directamente desde la tarjeta SD donde se hallan guardados por medio del Menú Tarjeta SD.
El programa de desarrollo de juegos Unity ofrece diversas herramientas para crear videojuegos para Wii. Este programa se distribuye vía Internet para las plataformas Mac OS X y Microsoft Windows. Sin embargo, se necesita una autorización por parte de Nintendo para desarrollar juegos en su plataforma.
Más de 922.64 millones de juegos de Wii se vendieron a nivel mundial hasta septiembre de 2014, con 154 títulos que sobrepasaron la marca del millón de unidades comercializadas. El juego más exitoso de Wii es Wii Sports,que acompaña al paquete que trae consigo a la consola en la mayor parte de las regiones; hasta el 21 de septiembre de 2014 se tiene contabilizado un total de 82.08 millones de copias de Wii Sports, con lo que supera a Super Mario Bros. como el juego más vendido de todos los tiempos en plataformas de Nintendo. El juego más exitoso no incluido junto con la consola es Mario Kart Wii, con 26.71 millones de unidades vendidas al 31 de octubre de 2009, llegando a contabilizar más de 34 millones de unidades vendidas hasta 2014.
Los últimos juegos lanzados para la consola son Just Dance 2020, lanzado por Ubisoft el 5 de noviembre de 2019; Shakedown: Hawaii (exclusivo para Europa) y Retro City Rampage DX+ (exclusivo para América), ambos lanzados el 9 de julio de 2020.

### Los 10 juegos más vendidos
- 1. Wii Sports (incluido con la consola en occidente): 82.90 millones
- 2. Mario Kart Wii: 37.38 millones
- 3. Wii Sports Resort: 33.14 millones
- 4. New Super Mario Bros. Wii: 30.32 millones
- 5. Wii Play: 28.02 millones
- 6. Wii Fit: 22.67 millones
- 7. Wii Fit Plus: 21.13 millones
- 8. Super Smash Bros. Brawl: 13.32 millones
- 9. Super Mario Galaxy: 12.80 millones
- 10. Just Dance 3: 9.92 millones

## Recepción y crítica

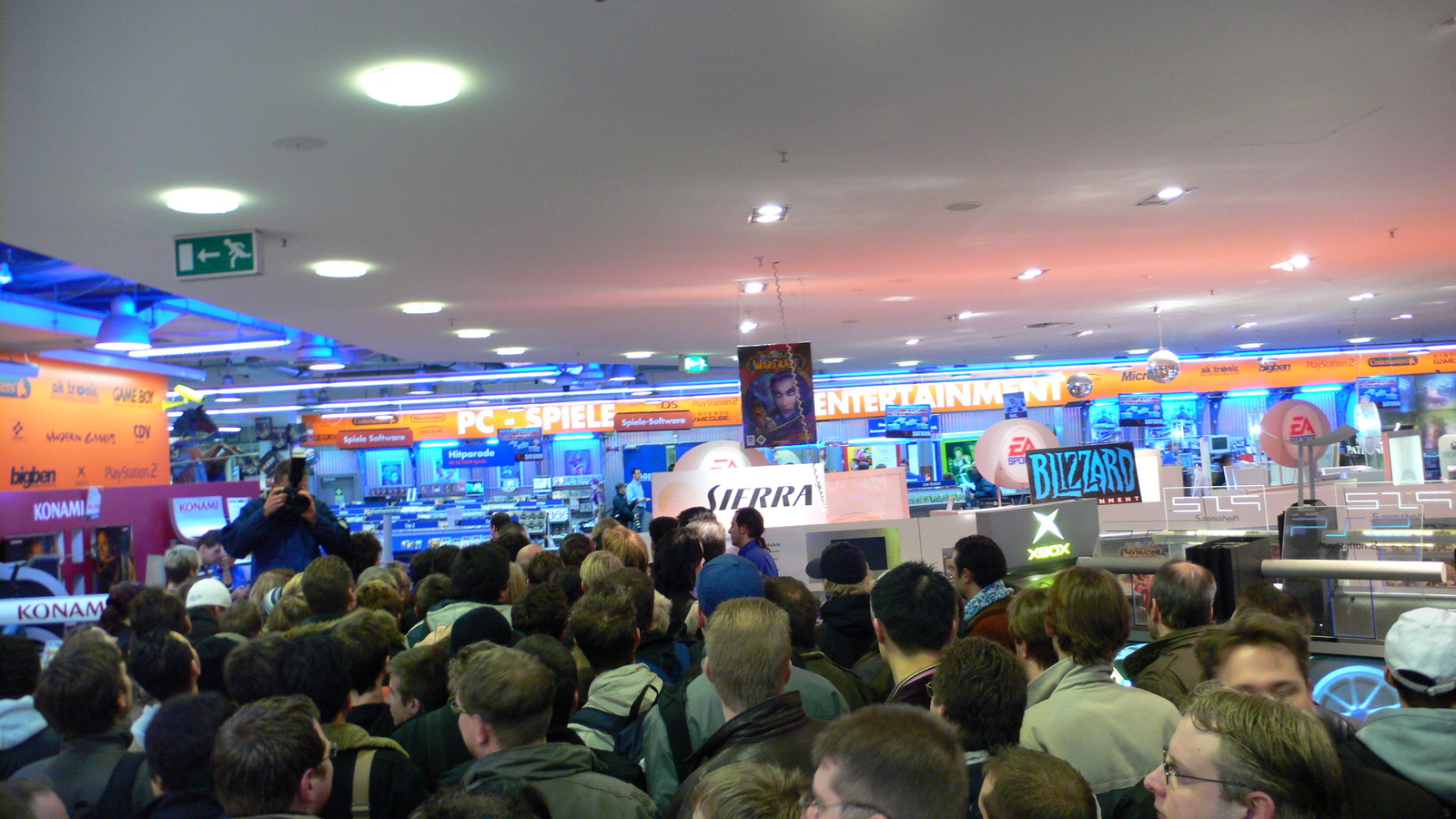
Grupo de personas esperando el lanzamiento de Wii en Hamburgo, Alemania en 2006.

El sistema obtuvo una buena recepción después de su exhibición en la E3 de 2006. En el evento, la consola ganó el premio «Lo Mejor del Evento» («Best of Show») y «Mejor Hardware» («Best Hardware»). En el ejemplar de diciembre de 2006 de Popular Science, Wii obtuvo el galardón «Grand Award Winner in Home Entertainment» (traducción literal: «Ganador del Gran Premio en entretenimiento doméstico»). Asimismo, el canal de televisión Spike TV le reconoció con un premio su innovación tecnológica. GameSpot eligió el sistema como el «Mejor hardware» en su correspondiente premiación de 2006. A su vez, resultó elegido por la revista PC World como uno de los 20 productos más innovadores de 2006. Recibió también el premio Golden Joystick como «Innovación del año 2007». En 2009, el sitio web IGN catalogó a Wii como la décima mejor consola de todos los tiempos. En cuanto a Nintendo, la empresa obtuvo un reconocimiento en la categoría de «Ingeniería y tecnología para la creación e implementación de videojuegos y plataformas» de los premios Emmy, por parte de The National Academy of Television Arts and Sciences.
El éxito mundial de la Wii llamó la atención de los programadores third-party, y algunos pidieron disculpas por la calidad de sus primeros juegos. En una entrevista con la revista de noticias alemana Der Spiegel, Yves Guillemot y Alain Corre de Ubisoft admitieron que habían cometido un error al apresurarse a lanzar sus títulos, y se comprometieron a producir proyectos a futuro con una mayor seriedad. Take-Two Interactive, que previamente había desarrollado unos cuantos juegos para GameCube, decidió darle una mayor prioridad a Wii en la producción de nuevos títulos. La crítica se mostró entusiasmada en el momento de su lanzamiento, alabando la versatilidad de la consola para todas las edades y la calidad de sus juegos, aunque percibió su inferioridad gráfica respecto a otras consolas y el desaprovechamiento de las posibilidades del puntero inalámbrico en la mayoría de los juegos, poniendo como ejemplo el caso de Super Smash Bros. Brawl, en el que no se usa el puntero en la totalidad del juego.

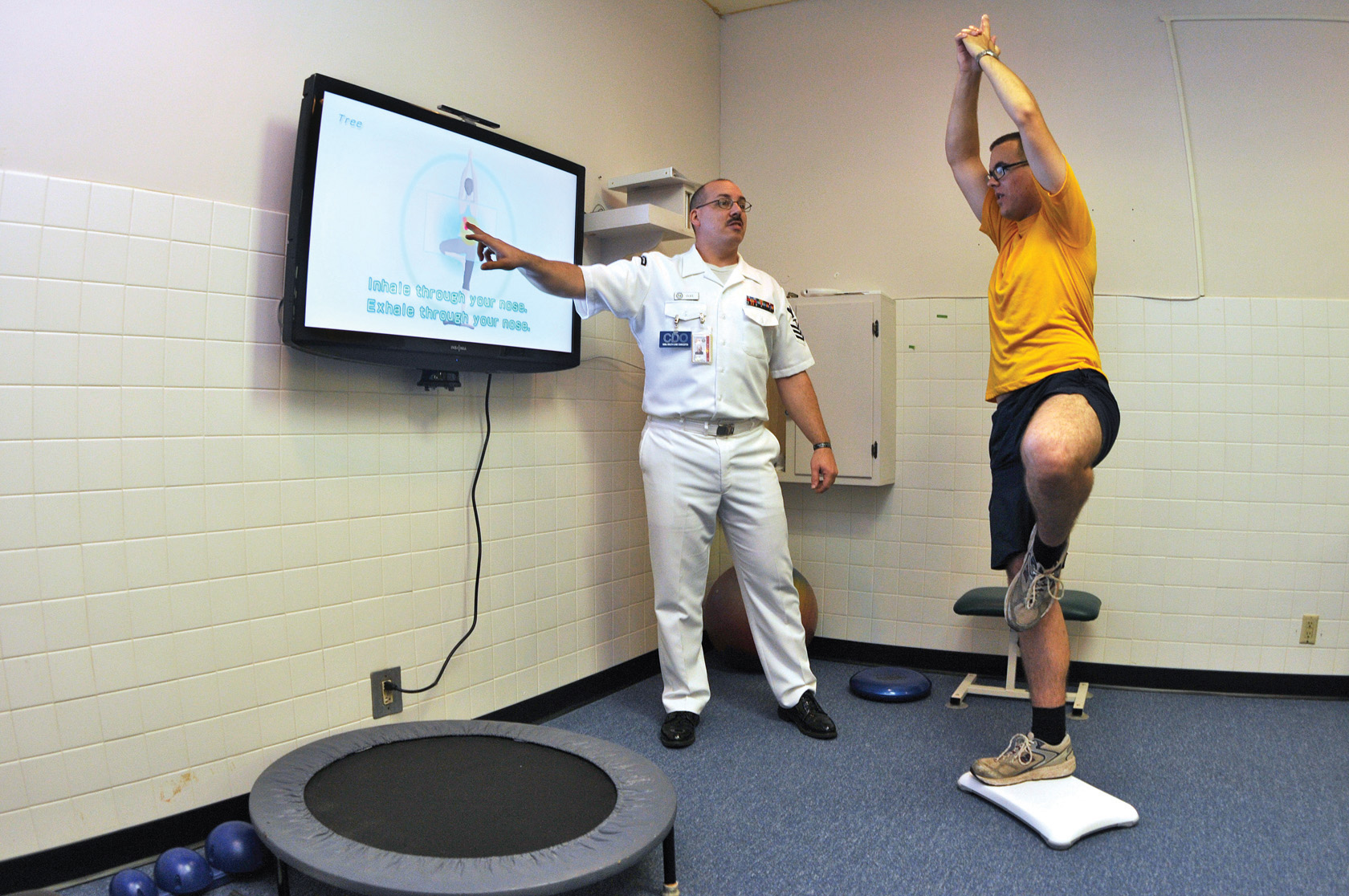
De acuerdo a varios informes médicos, entre ellos de la American Physical Therapy Association y de la Asociación Estadounidense del Corazón, Wii reporta beneficios físicos a los jugadores por su sistema de juego que incita al movimiento corporal, lo cual puede usarse a manera de terapia física.

Surgieron asimismo críticas del mando de Wii y las especificaciones de hardware de la consola. El exeditor de GameSpot y fundador de Giantbomb.com, Jeff Gerstmann consideró que el altavoz del controlador produce sonido de baja calidad, mientras que el presidente de Factor 5 Julian Eggebrecht criticó el audio al catalogarlo como «por debajo de lo estándar para una consola de su generación». El desarrollador británico Free Radical Design argumentó en su crítica que el hardware carece del poder necesario para ejecutar el software que las otras consolas de la séptima generación sí pueden reproducir. Matt Casamassina, del sitio web IGN, criticó por otra parte la conectividad en línea de Wii al compararla con el «servicio nada intuitivo» de la portátil Nintendo DS.
Un ejecutivo de Frontline Studios declaró que los principales editores son reticentes al lanzamiento de títulos exclusivos para esta consola con motivo de la percepción de que las terceras empresas no estaban adecuadamente respaldadas por los consumidores. En su blog, Jeremy Parish (editor de 1UP.com) señaló que Nintendo había sido para él su mayor decepción en 2007. Sobre la falta de calidad de títulos third-party, afirmó que «el panorama es sombrío para Wii. Peor de lo que era en la Nintendo 64. Peor que en GameCube... el contenido de terceros que se puede apreciar simplemente es una basura barata».
El creador y diseñador de Los Sims Will Wright expresó su opinión sobre Wii en el contexto de la séptima generación de consolas: «El único sistema de nueva generación que he visto es Wii; PS3 y Xbox 360 se sienten como versiones mejoradas de sus predecesores, el mismo sistema de juego, pero mejorado. Sin embargo, Wii parece dar un mayor salto, no es que los gráficos sean más potentes, sino que es completamente diferente».
Usar Wii está visto en ciertas ocasiones como más exigente físicamente que usar otras consolas. Algunos jugadores de Wii han experimentado un tipo de codo de tenista referido como «Wiiitis». Un estudio publicado en la British Medical Journal señala que los jugadores de Wii usan más energía que jugando a videojuegos sedentarios. Si bien se indica en dicho documento que el incremento en la energía puede ser benéfico para el control del peso, no es un sustituto adecuado para los ejercicios regulares. Otro estudio publicado en Physial Therapy de la American Physical Therapy Association se centró en el uso de Wii para la rehabilitación de un adolescente que padecía de parálisis cerebral. Se considera como el primer documento de investigación que muestra los beneficios de terapia física resultantes del uso de una consola de videojuegos. Es importante añadir que los investigadores coincidieron en que la terapia física con Wii era más bien un complemento a las técnicas tradicionales de rehabilitación. En mayo de 2010, la Asociación Estadounidense del Corazón (AHA, por sus siglas en inglés) apoyó a la consola como recurso para alentar a la gente sedentaria a comenzar con rutinas físicas de acondicionamiento. Así, el ícono representativo de la asociación —un corazón— acompaña a dos de los juegos más activos de la consola: Wii Fit Plus y Wii Sports Resort.